# Friedrich Wilhelm Rust
Friedrich Wilhelm Rust (Dessau, 1739 – Dessau, 1796) è stato un compositore, pianista e violinista tedesco.

## Biografia

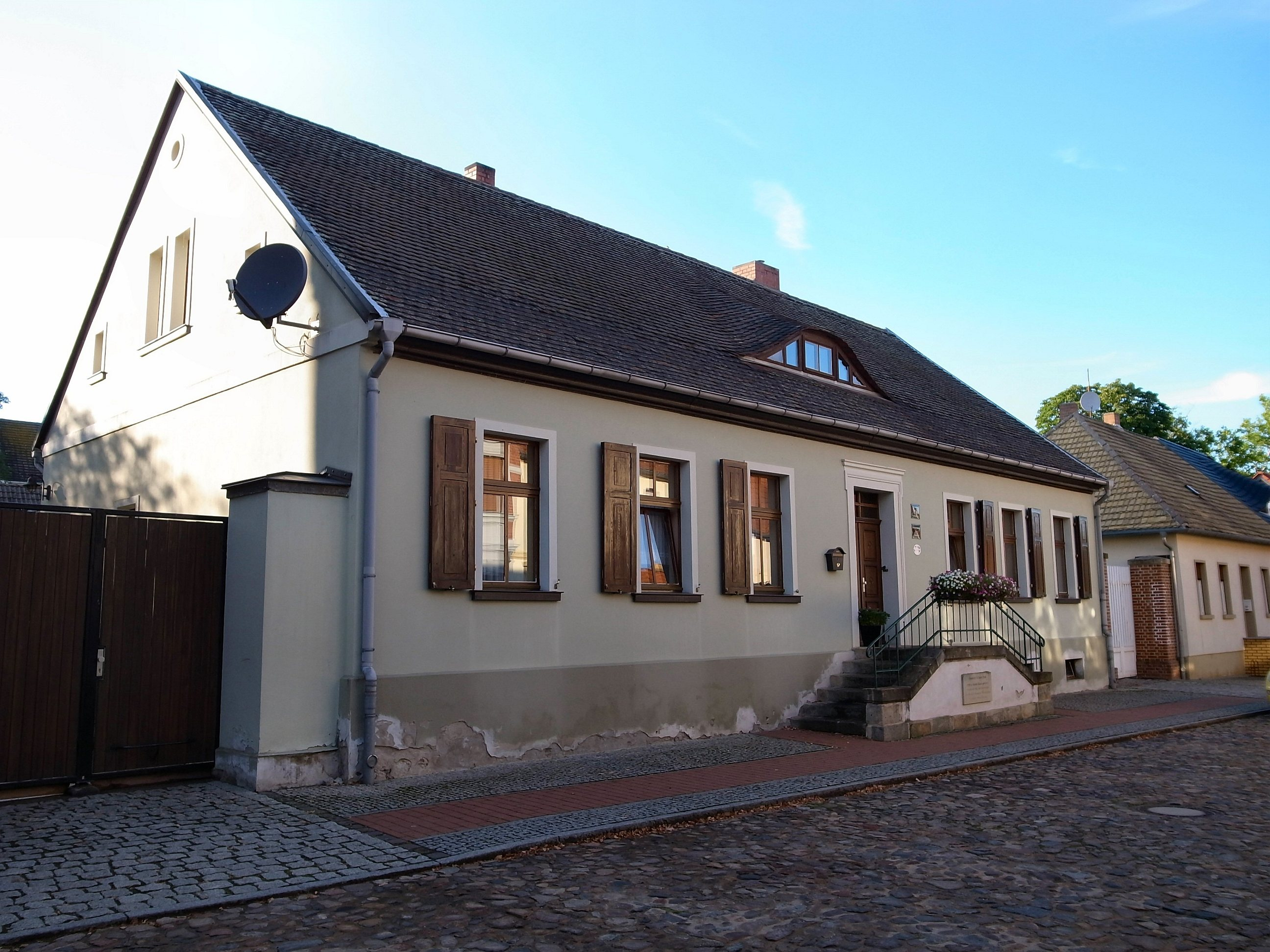
Casa di nascita a Wörlitz

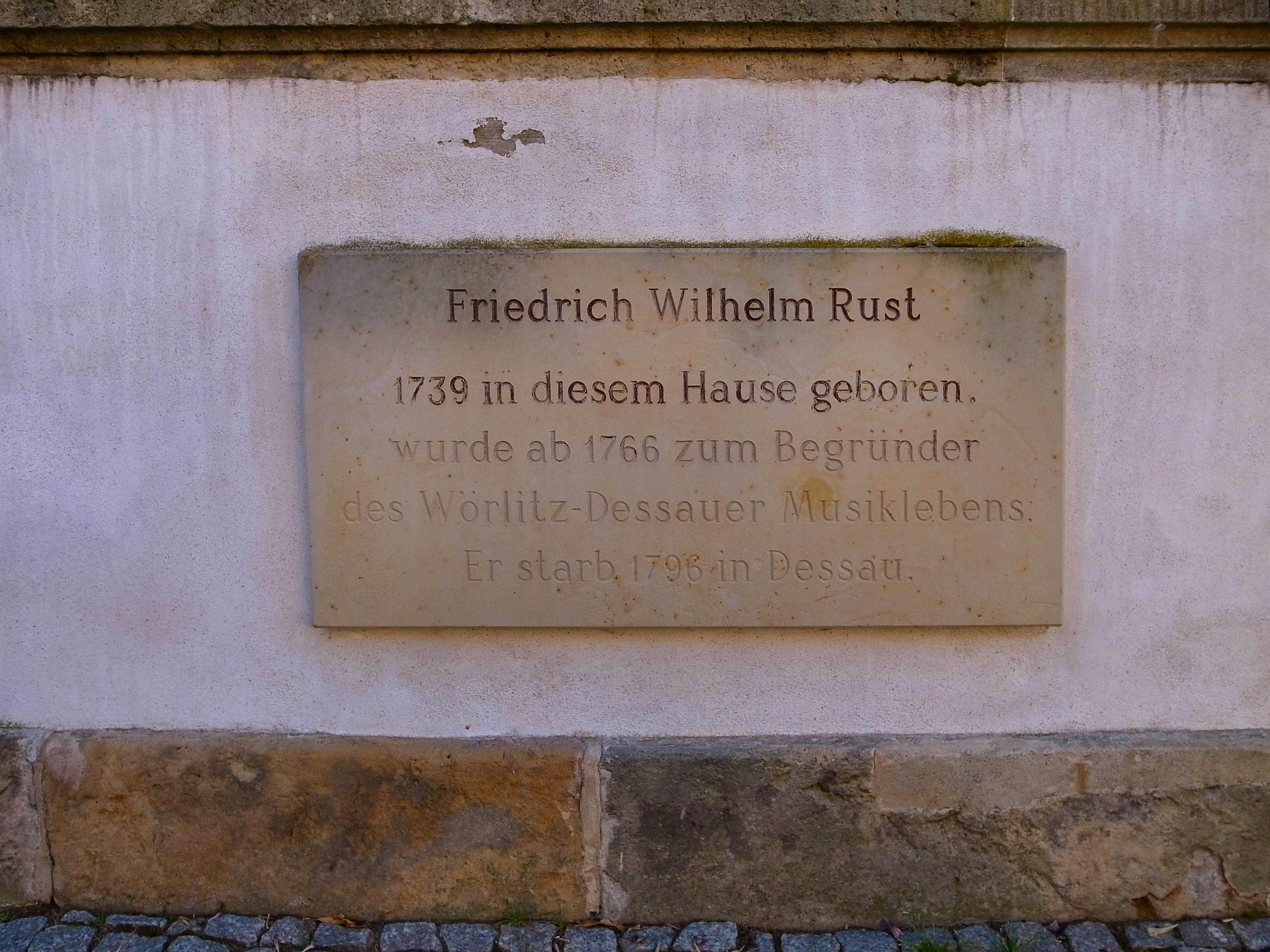
Targa commemorativa sulla casa natale

Si è avvicinato alla musica grazie agli insegnamenti del fratello, violinista alla Thomasschule sotto la guida di Johann Sebastian Bach. All'età di tredici anni Rust era già in grado di suonare perfettamente le fughe ed i preludi del grande compositore di Eisenach.
Il padre, un ufficiale giudiziario, però, decise di instradarlo verso gli studi di giurisprudenza, e quindi dopo averlo iscritto al ginnasio luterano di Köthen nel 1755, quattro anni dopo lo inviò ad Halle per frequentare la locale università.
Suo padre morì nel 1751 e Rust si trasferì con sua madre e suo fratello a Gröbzig.
Durante questo periodo studiò composizione e organo con Wilhelm Friedemann Bach.
All'età di ventitré anni sospese gli studi universitari e si impegnò a tempo pieno con la musica prendendo lezioni con Carl Höckh a Zerbst, con Carl Philipp Emanuel Bach e František Benda a Berlino e Potsdam.
Grazie al principe Leopold III, soggiornò in Italia per due anni (1765-1766), dove conobbe le ultime tendenze del tempo, come le composizioni di Alessandro Scarlatti e suonò con Giovanni Battista Martini, Pietro Nardini, Gaetano Pugnani, Giuseppe Tartini e Jiří Antonín Benda. Si interessò anche alla viola, per la quale avrebbe composto almeno nove pezzi.
Rientrato in patria nel 1766, lavorò come educatore e organizzatore musicale; il 24 settembre 1774 fondò un teatro d'opera e nello stesso anno ricevette l'incarico di dirigere la sezione musicale della corte.
Sempre nel 1774 sposò la cantante Henriette Niedhardt, una ex allieva, con la quale ebbe otto figli: il figlio più giovane, Wilhelm Karl Rust, fu un pianista e organista, il nipote Wilhelm Rust, fu un compositore e uno studioso di Bach. 
Friedrich Wilhelm Rust incontrò Goethe nel 1776, che apprezzò le sue qualità.
Tra le composizioni principali di Rust si ricordano: diciassette sonate per pianoforte, ventotto sonate per violino, tre sonate per arpa, una sonata per cello, 8 sonate per viola d'amore, trio, quartetti, lieder, cantate, divertimenti, altri pezzi per pianoforte o violino.
Dopo la sua morte, la musica di Rust era in gran parte sconosciuta finché, nel 1885, suo nipote Wilhelm Rust pubblicò quattordici delle sue sonate. Wilhelm sosteneva che suo nonno meritasse di essere riconosciuto come un precursore della musica romantica, anche se alcuni musicologi come Dr. Neufeldt espressero dubbi sull'attribuzione delle sonate al nonno e formularono l'ipotesi di alterazioni eseguite dal nipote sui testi originari. Altre personalità della musica, come Vincent d'Indy, indicarono Rust come un possibile precursore di Beethoven, soprattutto in riferimento alla "forma-sonata".